# Вільям Форсайт
Вільям Форсайт (англ. William Forsythe; 7 червня 1955) — американський актор.

## Біографія
Вільям Форсайт народився 7 червня 1955 року в Брукліні. У віці 10 років вперше вийшов на сцену в головній ролі в шкільному спектаклі «Юлій Цезар». Форсайт навчався акторській майстерності у Театрі Беверлі Гіллз («Beverly Hills Playhouse»). Вперше на професійну сцену вийшов у віці 16 років у Нью-Йорку. А до 17 років вже взяв участь у більш ніж 40 спектаклях не тільки в театрах, але і на різних заходах, виїздах і корпоративах. Потім Вільям перебрався в Лос-Анджелес, щоб продовжити акторську кар'єру вже в кіно.
Починав Форсайт з невеликих кіноролей і епізодів в таких рейтингових телесеріалах, як «Каліфорнійський дорожній патруль» (1977), «Блюз Гілл-стріт» (1981) і «Ті Дж. Хукер» (1982). Досить швидко він перейшов на більш якісні художні фільми, зігравши зокрема дрібного бандита в «Одного разу в Америці» (1984), роль незграбного втікача з в'язниці в комедійному фільмі «Виховуючи Аризону» (1987) і законспірованого вояку у «Всі запобіжні заходи»(1987). Зіграв лиходія з коміксів «Флеттопа» у фільмі «Дік Трейсі» (1990), разом зі Стівеном Сігалом знявся у фільмі «В ім'я справедливості» (1991) і колишнім півзахисником НФЛ Брайаном Босфортом у фільмі про байкерів «Незворушний» (1991). у 1993 році Форсайт виконав роль ватажка гангстерів часів «Сухого закону» Аль Капоне в серіалі «Недоторкані». У більшості своїх фільмів Форсайт грає крутих хлопців поза законом — бандитів або нечесних і авторитарних поліцейських.
У новому столітті Форсайт узяв участь у великій кількості художніх фільмів, телесеріалів і телефільмів. Кількість його шанувальників, що залучені його драматичним талантом, неухильно зростає — досить подивитися його гру у фільмах «Остання справа Ламарки» (2002), «Вигнання диявола» (2005) і «Хелловін» (2007). Він виконав також головну роль в одній із серій «Майстри жахів» — «We All Scream for Ice Cream». У 2010 він з'явився як запрошена зірка в серіалі «C.S.I.: Місце злочину Майам» в серії під назвою «LA». Зігав одного з головних персонажів — Діггера — в серіалі «Джон Доу».

## Особисте життя
У Вільяма Форсайта три дочки — Ребекка (1990) і Анжеліка (1992) від шлюбу з моделлю агентства «Elite» Мелоді Муньян, і є ще одна дочка — Хлое Мерітт (1993).

## Фільмографія

### Актор
| Рік       |    | Українська назва                        | Оригінальна назва                            | Роль                            |
| --------- | -- | --------------------------------------- | -------------------------------------------- | ------------------------------- |
| 1978      | ф  |                                         | Long Shot                                    | Біллі                           |
| 1981      | ф  | Король гори                             | King of the Mountain                         | Великий Том                     |
| 1981      | ф  | Смокі кусає пил                         | Smokey Bites the Dust                        | Кенні                           |
| 1981      | тф | Чудо Кеті Міллер                        | The Miracle of Kathy Miller                  | Марк                            |
| 1982      | с  | Каліфорнійський дорожній патруль        | CHiPs                                        | Трешер                          |
| 1982      | с  | Казки Золотої мавпи                     | Tales of the Gold Monkey                     | Курт                            |
| 1983      | с  | Блюз Гілл Стріт                         | Hill Street Blues                            | Річард Брейді                   |
| 1983      | с  | Ті Джей Гукер                           | T.J. Hooker                                  | поранений                       |
| 1983      | с  | Слава                                   | Fame                                         | Снейк                           |
| 1983      | ф  | Людина, якої не було                    | The Man Who Wasn't There                     | Pug Face Crusher                |
| 1984      | ф  | Одного разу в Америці                   | Once Upon a Time in America                  | Філіп Стейн                     |
| 1984      | ф  | Плащ і кинджал                          | Cloak & Dagger                               | Моріс                           |
| 1985      | ф  | Плавучий маяк                           | The Lightship                                | Джин                            |
| 1985      | тф | Команда 5                               | Command 5                                    | Гоук                            |
| 1985      | тф | Довге спекотне літо                     | The Long Hot Summer                          | Ісаак                           |
| 1985      | ф  | Дикий світанок                          | Savage Dawn                                  | Пігірон                         |
| 1987      | ф  | Виховуючи Аризону                       | Raising Arizona                              | Евел Сноутс                     |
| 1987      | ф  | Всі запобіжні заходи                    | Extreme Prejudice                            | сержант Бак Етвотер             |
| 1987      | ф  | Бур'яни                                 | Weeds                                        | Берт «Підсилювач»               |
| 1988      | тф | Баджа Оклахома                          | Baja Oklahoma                                | Томмі Ерл Броунер               |
| 1988      | ф  | Патті Герст                             | Patty Hearst                                 | Теко                            |
| 1989      | ф  | Пострілом впритул                       | Dead Bang                                    | Артур Кресслер                  |
| 1989      | ф  | Весняні води                            | Torrents of Spring                           | Іпполіт Полозов                 |
| 1990      | тф | Сліпа віра                              | Blind Faith                                  | Ферлін Леро                     |
| 1990      | ф  | Дік Трейсі                              | Dick Tracy                                   | Флеттоп                         |
| 1990      | ф  | Сини                                    | Sons                                         | Майкі                           |
| 1991      | ф  | Можливості кар'єри                      | Career Opportunities                         | Custodian                       |
| 1991      | ф  | В ім'я справедливості                   | Out for Justice                              | Річі Мадано                     |
| 1991      | ф  | Незворушний                             | Stone Cold                                   | Айс                             |
| 1992      | ф  | Танець на воді                          | The Waterdance                               | Блосс                           |
| 1992      | ф  | Американізуй мене                       | American Me                                  | Джей Ді                         |
| 1992      | ф  | Пістолет у сумочці Бетті Лу             | The Gun in Betty Lou's Handbag               | Вільям Бодін                    |
| 1992      | тф | Жорстокі сумніви                        | Cruel Doubt                                  | шеф Джон Кроун                  |
| 1992      | тф |                                         | Willing to Kill: The Texas Cheerleader Story | Террі Гарпер                    |
| 1993      | тф | Очі в спальні                           | A Kiss to Die For                            | детектив Майк Столлер           |
| 1993—1994 | с  | Недоторканні                            | The Untouchables                             | Аль Капоне                      |
| 1993      | в  | Безжалісний 3                           | Relentless 3                                 | Волтер Гілдерман                |
| 1994      | в  | Пряме попадання                         | Direct Hit                                   | Гатч                            |
| 1995      | ф  | Чим зайнятися мерцю в Денвері           | Things to Do in Denver When You're Dead      | Франчайзинг                     |
| 1995      | ф  | По той бік бажання                      | Beyond Desire                                | Рей Паттерсон                   |
| 1995      | ф  | Віртуозність                            | Virtuosity                                   | Вільям Кокрейн                  |
| 1995      | ф  | Місто хуліганів                         | Palookaville                                 | Сід Данліві                     |
| 1995      | ф  | Безсмертні                              | The Immortals                                | Тім Джеймс                      |
| 1995      | в  |                                         | Thriller Zone                                | Маркус Дірфілд                  |
| 1996      | ф  | Заміна                                  | The Substitute                               | Голлан                          |
| 1996      | ф  | Один на один                            | For Which He Stands                          | Джонні Рочетті                  |
| 1996      | ф  | Скеля                                   | The Rock                                     | Ернест Пекстон                  |
| 1996      | ф  | Правило трьох                           | Rule of Three                                | Мітч                            |
| 1996      | кф |                                         | Peacock Blues                                |                                 |
| 1996      | тф | Історії з краю                          | Stories from the Edge                        |                                 |
| 1996      | тф | Готті                                   | Gotti                                        | Семмі Гравано                   |
| 1997      | тф | Уперше засуджений                       | First Time Felon                             | Сорлі                           |
| 1997      | ф  | Пси великого міста                      | Big City Blues                               | Гадсон                          |
| 1998      | ф  | Вогняний шторм                          | Firestorm                                    | Шеї                             |
| 1998      | ф  | Пасажир                                 | The Pass                                     | Чарльз Дюпрей                   |
| 1998      | ф  | Раптовий напад                          | Ambushed                                     | Майк Органські                  |
| 1998      | ф  | Майстер звуку                           | Soundman                                     | Френк Розенфельд                |
| 1998      | ф  | Пекельна кухня                          | Hell's Kitchen                               | Лу                              |
| 1998      | тф | Долар за мерця                          | Dollar for the Dead                          | Дулі                            |
| 1998      | с  | Сібілл                                  | Cybill                                       | Брюс                            |
| 1999      | с  | Пістолет мерця                          | Dead Man's Gun                               | Гарлан Ріддл                    |
| 1999      | ф  |                                         | Row Your Boat                                | Гіл Мідоус                      |
| 1999      | ф  | Слуга закону                            | The Last Marshal                             | ДеКлерк                         |
| 1999      | ф  | Чотири дні                              | Four Days                                    | Мілт                            |
| 1999      | ф  | Діамантовий поліцейський                | Blue Streak                                  | детектив Гарткастл              |
| 1999      | ф  | Чоловік за викликом                     | Deuce Bigalow: Male Gigolo                   | детектив Чак Флауер             |
| 1999      | ф  | Плем'я пітьми                           | Paradise Lost                                | Майк Старк                      |
| 2000      | ф  | Важливість                              | Civility                                     | Ендрю ЛеБретіан                 |
| 2000      | ф  | Злодій завжди злодій                    | Luck of the Draw                             | Макс Фентон                     |
| 2000      | ф  | Агенти пекла                            | G-Men from Hell                              | Дін Крепт                       |
| 2001      | ф  | Камуфляж                                | Camouflage                                   | Альтон Оуенс                    |
| 2001      | ф  | Прах до праху                           | 18 Shades of Dust                            | Томмі Чуччі                     |
| 2001      | ф  | Чорна бригада                           | Blue Hill Avenue                             | детектив Торранс                |
| 2001      | ф  | Поза законом                            | Outlaw                                       | Тед Касл                        |
| 2001      | с  | Таємничі шляхи                          | Mysterious Ways                              | Лютер Скоалс                    |
| 2001—2002 | с  | Під прикриттям                          | UC: Undercover                               | Сонні Вокер                     |
| 2002—2003 | с  | Джон Доу                                | John Doe                                     | Діггер                          |
| 2002      | ф  | Береги                                  | Coastlines                                   | Фред Вейнс                      |
| 2002      | ф  | Важкі гроші                             | Hard Cash                                    | Бо Янг                          |
| 2002      | ф  | Остання справа Ламарки                  | City by the Sea                              | Спайдер                         |
| 2003      | ф  | Технічний письменник                    | The Technical Writer                         | Джо                             |
| 2003      | ф  | Бойова бригада                          | The Librarians                               | Саймон                          |
| 2004      | ф  | Останній лист                           | The Last Letter                              | містер Гріффіт                  |
| 2005      | ф  | Вигнані дияволом                        | The Devil's Rejects                          | шериф Вайдел                    |
| 2005      | ф  | Бунт у Лос-Анжелесі                     | The L.A. Riot Spectacular                    | Джордж Голлідей                 |
| 2005      | тф | Людина-личинка                          | Larva                                        | Джейкоб Лонг                    |
| 2005      | тф | Людина-акула                            | Hammerhead                                   | Том Рід                         |
| 2005      | с  | Щаслива картка                          | Wild Card                                    | Стюарт Дрезден                  |
| 2006      | с  | Акула                                   | Shark                                        | Гаррі Руссо                     |
| 2006      | ф  | Зворотний бік правди                    | Freedomland                                  | Бойл                            |
| 2006      | ф  | Джем                                    | Jam                                          | Тед                             |
| 2006      | тф |                                         | Prone to Violence                            | оповідач                        |
| 2007      | тф | Останній візит                          | Final Approach                               | Сайлас Дженсен                  |
| 2007      | с  | Майстри жахів                           | Masters of Horror                            | Бастер                          |
| 2007      | с  | Антураж                                 | Entourage                                    | Едді                            |
| 2007      | с  | Лас Вегас                               | Las Vegas                                    | дядко Люк                       |
| 2007      | ф  | 88 хвилин                               | 88 Minutes                                   | Френк Паркс                     |
| 2007      | ф  | Південна готика                         | Southern Gothic                              | Пітт                            |
| 2007      | ф  | М'ясорубка                              | Hack!                                        | Віллі                           |
| 2007      | ф  | Хелловін                                | Halloween                                    | Ронні Вайт                      |
| 2008      | ф  | Шлях клинка                             | Stiletto                                     | Алекс                           |
| 2008      | ф  | Смерть.com                              | iMurders                                     | Професор Юберот                 |
| 2009      | ф  | Цвях: Історія Джої Нардоне              | The Nail: The Story of Joey Nardone          | Массімо                         |
| 2009      | ф  |                                         | Happy in the Valley                          | Стюарт                          |
| 2010      | ф  | Шановний містер Гейсі                   | Dear Mr. Gacy                                | Джон Вейн Гесі                  |
| 2010      | ф  | Бурова                                  | The Rig                                      | Джим Флемінг                    |
| 2010      | с  | Місце злочину: Маямі                    | CSI: Miami                                   | капітан Кріс Саттер             |
| 2010      | кф |                                         | To Hell with You                             | Сміт                            |
| 2011      | ф  | Джессі                                  | Jesse                                        | Вінс                            |
| 2011      | ф  | Я ненавиджу тебе, Лос-Анджелес          | L.A., I Hate You                             | дядько Ріп                      |
| 2011      | ф  | Природжений гонщик                      | Born to Ride                                 | Джек Стіл                       |
| 2011      | ф  | Посковзнувся, впав                      | Slip & Fall                                  | Джеррі                          |
| 2011      | ф  | Інкубус                                 | Inkubus                                      | колишній детектив Гіль Діаманте |
| 2011      | ф  | Косяки                                  | Loosies                                      | капітан Том Едвардс             |
| 2011—2012 | с  | Підпільна імперія                       | Boardwalk Empire                             | Менні Горвітц                   |
| 2011—2012 | с  | Менталіст                               | The Mentalist                                | Стів Рігсбі                     |
| 2012—2013 | с  | Доктор мафії                            | The Mob Doctor                               | Костянтин Александер            |
| 2012      | ф  | Загроза зараження                       | Infected                                     | доктор Деннегі                  |
| 2013      | ф  | Клуб «Привид»: Духи ніколи не померають | The Ghost Club: Spirits Never Die            | Стенлі                          |
| 2013      | с  | Дивні розповіді                         | Twisted Tales                                | містер Сміт                     |
| 2014      | с  | Правосуддя                              | Justified                                    | Майкл                           |
| 2014      | ф  |                                         | Tom Holland's Twisted Tales                  | містер Сміт                     |
| 2014      | ф  | Захований в лісі                        | Hidden in the Woods                          | дядько Костелло                 |
| 2015      | с  | Гаваї 5.0                               | Hawaii Five-0                                | Гаррі Браун                     |
| 2015      | ф  | Відлуння війни                          | Echoes of War                                | Рендольф Маккласкі              |
| 2015      | ф  | Дорога в Хуарес                         | Road to Juarez                               | Даг Германн                     |
| 2015      | ф  | Смійся, убивця, смійся                  | Laugh Killer Laugh                           | Френк Стоун                     |
| 2015      | ф  | Бик з Бронкса                           | The Bronx Bull                               | Джек ЛаМотта                    |
| 2015      | ф  |                                         | The Networker                                | Чарльз Мангано                  |
| 2015      | ф  |                                         | The Midnight Man                             | Фейрбенкс                       |
| 2016      | ф  |                                         | The Hollow                                   | Великий Лдон Доусон             |
| 2016      | ф  | Зачарована година                       | The Witching Hour                            | Девлін Дідс                     |
| 2016      | ф  |                                         | The Unlikely's                               | Джет Блек                       |
| 2016      | ф  |                                         | Check Point                                  | шериф                           |
| 2019      | ф  | Володарі вулиць                         | Run with the Hunted                          | Августус                        |
| 2019      | ф  | Холодна помста                          | Cold Pursuit                                 | Брок «Вінгер» Коксман           |

### Продюсер, сценарист
| Рік  |   | Українська назва   | Оригінальна назва | Роль                  |
| ---- | - | ------------------ | ----------------- | --------------------- |
| 1997 | ф | Пси великого міста | Big City Blues    | співпродюсер          |
| 1999 | ф | Плем'я пітьми      | Paradise Lost     | асоційований продюсер |
| 2003 | ф | Бойова бригада     | The Librarians    | сценарист             |
| 2004 | ф | Останній лист      | The Last Letter   | виконавчий продюсер   |
| 2006 | ф | Джем               | Jam               | асоційований продюсер |
| 2016 | ф |                    | The Unlikely's    | продюсер              |
| 2016 | ф |                    | Check Point       | продюсер              |